# 东北镇 (绵竹市)
东北镇，是中华人民共和国四川省德阳市绵竹市已撤銷的一个乡镇级行政单位。2019年12月，撤销东北镇，所属行政区域为紫岩街道的行政区域。

## 行政区划
东北镇撤銷前下辖以下地区：
第一社区、第二社区、第三社区、月亮社区、场镇社区、谷王村、广和村、天齐村、赤竹村、天河村、蔚泉村、玉马村、双胜村和联合村。